# Xuxa Só para Baixinhos
Xuxa Só para Baixinhos (também conhecido como XSPB) é o quinto álbum de vídeo e o vigésimo terceiro álbum de estúdio da artista musical brasileira Xuxa. Lançado em 5 de outubro de 2000 pela Som Livre, este foi o primeiro álbum da coleção Xuxa Só para Baixinhos. Produzido por Zé Henrique, o projeto apresenta uma sonoridade predominante de infantil, um notável afastamento de seus trabalhos anteriores, que visavam unir canções que atraíssem públicos mais maduros.

## Desenvolvimento
Ao contrário dos álbuns anteriores, que buscavam agradar tanto crianças quanto adolescentes, Só Para Baixinhos é direcionado a crianças de 1 a 5 anos. Essa mudança de público foi influenciada pelo nascimento de Sasha Meneghel. Nesta primeira edição, todas as faixas, exceto "Borboleta", são versões de projetos infantis internacionais, como Hap Palmer e The Wiggles, adaptadas pela produtora e compositora Vanessa Alves. A inspiração também se refletiu no projeto visual, que mantém uma estética semelhante à dos grupos originais.
A canção "A Borboleta" foi composta por Renata Arruda, Mariana Richard e Chico Barbosa em homenagem a Bárbara Mattos Azevedo Lopes da Costa, afilhada de Xuxa, que faleceu em 14 de dezembro de 1997, vítima de meningite, aos 4 anos.

## Lançamento e recepção
"Xuxa Só para Baixinhos" foi lançado em 5 de outubro de 2000, inicialmente na versão "CD + VHS" e em DVD no início de 2001. O álbum foi relançado em 2002 na mesma versão e, em 2008, remasterizado e disponibilizado como CD independente em edição econômica. Entre as músicas que se destacaram estão "Cinco Patinhos", "Batatinha Bem Quentinha" e "Cabeça, Ombro, Joelho e Pé".
Além de ser o DVD mais vendido do ano, o álbum alcançou a marca de 500.000 cópias vendidas em CD+VHS, 250.000 em CD e 100.000 em DVD, resultando em dois discos de ouro e platina, respectivamente.

## Divulgação

### Promoção
Essa primeira edição teve uma das maiores e possivelmente a melhor promoção na carreira de Xuxa. Antes do lançamento oficial em outubro, ela já apresentava a faixa "Cinco Patinhos" no Xuxa Park. Além dessa canção de sucesso, músicas como "Batatinha Bem Quentinha", "Vamos Dizer Alô" e "Cabeça, Ombro, Joelho e Pé" foram cantadas por Xuxa nas últimas temporadas do programa. Dois dias após a chegada do álbum às lojas, ocorreu um lançamento na TV durante o especial de Dia das Crianças do Xuxa Park, em 7 de outubro de 2000. Outras estratégias de promoção, realizadas pela Som Livre, incluíram anúncios impressos nas principais revistas de circulação nacional, comerciais de TV, capas de revistas dedicadas ao projeto e promoções com distribuição de prêmios ao longo do tempo.

### Turnê
Só Para Baixinhos: O Show foi a décima segunda turnê de Xuxa, baseada nos quatro primeiros volumes da série Só Para Baixinhos. A turnê passou por várias cidades do Brasil, incluindo Belo Horizonte, Vitória, Rio de Janeiro, Recife, Salvador, Porto Alegre, Maceió, São Luís, Natal e Goiânia. A ideia para essa turnê surgiu em 2000, após o lançamento do projeto XSPB, mas foi idealizada para 2001 e cancelada devido a um acidente nas gravações do Xuxa Park. Embora tenha marcado o retorno da apresentadora aos palcos, é uma turnê pouco conhecida pelo público. O cenário se assemelhava ao do projeto XSPB 2, com árvores e nuvens. A turnê começou em 9 de novembro de 2002 e terminou em dezembro do ano seguinte.

## Lista de faixas
| Xuxa Só para Baixinhos – DVD e VHS | | |         |  |
| N.º                                | Título | Compositor(es) | Duração |  |
| 1.                                 | "Introdução" | | 1:01    |  |
| 2.                                 | "Batatinha Bem Quentinha" (Hot Potato) | J Fatt M Cook A Field G Page J Field Versão: Vanessa Alves                                                                                            | 1:23    |  |
| 3.                                 | "Passagem (A Dança do Macaco)" | | 0:23    |  |
| 4.                                 | "Dança do Macaco" (The Monkey Dance) | M Cook J Fatt A Field G Page J Field Versão: Vanessa Alves                                                                                            | 1:47    |  |
| 5.                                 | "Passagem (A Dança do Teddy)" | | 0:20    |  |
| 6.                                 | "Teddy, o Polvo" (Henry's Dance) | J Fatt M Cook A Field G Page Versão: Vanessa Alves | 1:50    |  |
| 7.                                 | "Passagem Musical ("A Borboleta" (remix))" | | 0:15    |  |
| 8.                                 | "Trenzinho" (Pufferbillies) | M Cook J Fatt A Field G Page Versão: Vanessa Alves | 1:32    |  |
| 9.                                 | "Passagem (Tamanho)" | | 0:34    |  |
| 10.                                | "Tão Grande" (So Big) | Hap Palmer Versão: Vanessa Alves | 2:42    |  |
| 11.                                | "Passagem (Preparados para o "Shake Shake")" | | 0:25    |  |
| 12.                                | "Shake Shake" (Shaky Shaky) | M Cook J Fatt A Field G Page Versão: Vanessa Alves | 1:43    |  |
| 13.                                | "Passagem (Brincando de Massinha)" | | 0:22    |  |
| 14.                                | "Guto Bate Com um Martelo" (Joannie Works With One Hammer)                                                                                        | M Cook J Fatt A Field G Page Versão: Vanessa Alves | 1:40    |  |
| 15.                                | "Passagem Musical ("A Borboleta" (remix))" | | 0:08    |  |
| 16.                                | "Atravessar a Rua" (Look Both Ways) | J Field M Cook J Fatt A Field G Page Versão: Vanessa Alves                                                                                            | 1:47    |  |
| 17.                                | "Passagem (Fazendo a Dança dos Números)" | | 0:23    |  |
| 18.                                | "Os Números (John Bradlelum) / Cabeça, Ombro, Joelho e Pé (Head, Shoulders, Knees & Toes)" ("John Bradlelum" e "Head, Shoulders, Knees and Toes") | M Cook J Fatt A Field G Page Versão: Vanessa Alves em "Os Números" M Cook J Fatt A Field G Page Versão: Vanessa Alves em "Cabeça, Ombro, Joelho e Pé" | 3:54    |  |
| 19.                                | "Passagem Musical ("A Borboleta" (remix))" | | 0:10    |  |
| 20.                                | "Grite e Cochiche" (Shout and Whisper) | Martha Cheney Hap Palmer Versão: Vanessa Alves | 2:19    |  |
| 21.                                | "Passagem (Brincadeiras de Pato e Risadas)" | | 0:17    |  |
| 22.                                | "Quack Quack" (Captain Feathersword Fell Asleep on His Pirate Ship (Quack Quack))                                                                 | A Field G Page M Cook J Fatt Versão: Vanessa Alves | 1:56    |  |
| 23.                                | "Passagem Musical ("A Borboleta" (remix))" | | 0:13    |  |
| 24.                                | "Rampa Pa Mão" (Romp Bomp a Stomp) | M Cook J Fatt A Field G Page Versão: Vanessa Alves | 2:07    |  |
| 25.                                | "Passagem Musical ("A Borboleta" (remix))" | | 0:14    |  |
| 26.                                | "Cinco Patinhos" (Five Little Ducks) | M Cook J Fatt A Field G Page Versão: Vanessa Alves | 2:06    |  |
| 27.                                | "Passagem Musical ("A Borboleta" (remix))" | | 0:07    |  |
| 28.                                | "Vamos Dizer Alô" (We Like to Say Hello) | G Page M Cook J Fatt A Field Versão: Vanessa Alves | 2:02    |  |
| 29.                                | "A Borboleta" | Renata Arruda Mariana Richard Chico Barbosa | 4:42    |  |
| 30.                                | "A Borboleta (remix)" (créditos) | Renata Arruda Mariana Richard Chico Barbosa | 1:30    |  |
| Duração total:                     | Duração total: | Duração total: | 38:48   |  |

| Xuxa Só para Baixinhos – CD |                                                                                                | |         |  |
| N.º                         | Título                                                                                         | Compositor(es) | Duração |  |
| 1.                          | "Dança do Macaco" (The Monkey Dance)                                                           | M Cook J Fatt A Field G Page J Field Versão: Vanessa Alves                                                                                            | 1:47    |  |
| 2.                          | "Atravessar a Rua" (Look Both Ways)                                                            | J Field M Cook J Fatt A Field G Page Versão: Vanessa Alves                                                                                            | 1:47    |  |
| 3.                          | "Batatinha Bem Quentinha" (Hot Potato)                                                         | J Fatt M Cook A Field G Page J Field Versão: Vanessa Alves                                                                                            | 1:23    |  |
| 4.                          | "Trenzinho" (Pufferbillies)                                                                    | M Cook J Fatt A Field G Page Versão: Vanessa Alves | 1:32    |  |
| 5.                          | "Cinco Patinhos" (Five Little Ducks)                                                           | M Cook J Fatt A Field G Page Versão: Vanessa Alves | 2:06    |  |
| 6.                          | "Tão Grande" (So Big)                                                                          | Hap Palmer - Versão: Vanessa Alves | 2:42    |  |
| 7.                          | "Teddy, o Polvo" (Henry's Dance)                                                               | J Fatt M Cook A Field G Page Versão: Vanessa Alves | 1:50    |  |
| 8.                          | "Shake Shake" (Shaky Shaky)                                                                    | M Cook J Fatt A Field G Page Versão: Vanessa Alves | 1:43    |  |
| 9.                          | "Rampa Pa Mão" (Romp Bomp a Stomp)                                                             | M Cook J Fatt A Field G Page Versão: Vanessa Alves | 2:07    |  |
| 10.                         | "Os Números (Old John Bradlelum) / Cabeça, Ombro, Joelho e Pé (Head, Shoulders, Knees & Toes)" | M Cook J Fatt A Field G Page Versão: Vanessa Alves em "Os Números" M Cook J Fatt A Field G Page Versão: Vanessa Alves em "Cabeça, Ombro, Joelho e Pé" | 3:54    |  |
| 11.                         | "Guto Bate Com um Martelo" (Joannie Works With One Hammer)                                     | M Cook J Fatt A Field G Page Versão: Vanessa Alves | 1:40    |  |
| 12.                         | "Quack Quack" (Captain Feathersword Fell Asleep on His Pirate Ship (Quack Quack))              | A Field G Page M Cook J Fatt Versão: Vanessa Alves | 1:56    |  |
| 13.                         | "Grite e Cochiche" (Shout and Whisper)                                                         | Martha Cheney Hap Palmer Versão: Vanessa Alves | 2:19    |  |
| 14.                         | "Vamos Dizer Alô" (We Like to Say Hello)                                                       | G Page M Cook J Fatt A Field Versão: Vanessa Alves | 2:02    |  |
| 15.                         | "A Borboleta"                                                                                  | Renata Arruda Mariana Richard Chico Barbosa | 4:42    |  |
| Duração total:              | Duração total:                                                                                 | Duração total: | 33:37   |  |

## Créditos
- Direção Artística: Aramis Barros
- Coordenação Artística: Marlene Mattos e Xuxa Meneghel
- Produzido por: Zé Henrique
- Engenheiros de Gravação: Everson Dias, Val Martins, Marcelão e Sergio Knust
- Assistentes de Gravação: Wellington (Garoto) e Paulinho Baldes
- Masterização: Sergio Seabra
- Gravado nos estúdios:  Yahoo
- Coro: Zé Henrique, Val Martins, Sergio Knust, Alessandra Maia e Paquitas 2000
- Coro infantil: Vanessa Akeda, Livia Dabarian, Yan Maia e Verena Maia
- Técnicos de Mixagem: Jorge "Gordo" Guimarães
- Arranjos: Yahoo
- Assistente de Gravação: Claudio Oliveira

## Vendas e certificações
| Região                                              | Certificação | Vendas   |
| --------------------------------------------------- | ------------ | -------- |
| Brasil (Pro-Música Brasil) DVD                      | Ouro         | 25,000*  |
| Brasil (Pro-Música Brasil)                          | 2× Platina   | 500,000* |
| *números de vendas baseados somente na certificação |              |          |